# NGC 4879
Désignations
NGC 4879 est une étoile située dans la constellation de la Vierge près de la galaxie NGC 4878. L'astronome germano-britannique William Herschel a enregistré la position de cette étoile le 23 mars 1789.